# Meigenia bellina
Meigenia bellina är en tvåvingeart som beskrevs av Louis-Paul Mesnil 1967. Meigenia bellina ingår i släktet Meigenia och familjen parasitflugor. Inga underarter finns listade i Catalogue of Life.